# لايجار
بلدية لايجار (بالإسبانية: Líjar), هي بلدية تقع في مقاطعة المرية. جنوب شرق إسبانيا. يبلغ عدد سكانها 500 نسمة.

## وصلات خارجية
- نسخة محفوظة 15 يوليو 2006 at Archive.is (بالإسبانية)